# Liselotte Schaak
Liselotte Schaak, auch Liselott und Lieselott Schaak (bürgerlich Luise Schaake, später verheiratete Rupert; * 27. Oktober 1903 in Barmen, heute Wuppertal; † 30. August 1996 in Düsseldorf) war eine deutsche Schauspielerin.

## Leben
Die Tochter des Bleichers Friedrich Schaake und seiner Ehefrau Ida geb. Ellinghaus erhielt ihre künstlerische Ausbildung bei Dumont-Lindemann in Düsseldorf und studierte anschließend Kunstgeschichte in München. Zusätzlichen Schauspielunterricht erhielt sie von Alfred Strauß. Mit Beginn des Tonfilmzeitalters erhielt sie kleine Filmrollen. Während der gesamten dreißiger Jahre gelang ihr eine moderate Karriere als Nebendarstellerin.
Ihre bedeutendste Hauptrolle spielte sie 1932 als Partnerin von Hermann Thimig in Mein Freund, der Millionär. In Fanny Elßler (1937) verkörperte sie neben der von Lilian Harvey dargestellten Titelfigur deren Schwester Therese Elßler. Nach ihrer zweiten Eheschließung 1942 zog sie sich ins Privatleben zurück.

## Filmografie
- 1929: Achtung! Liebe! Lebensgefahr!
- 1930: Alraune
- 1930: Der Tanz ins Glück
- 1931: Seitensprünge
- 1931: Kaiserliebchen
- 1931: Die Schlacht von Bademünde
- 1931: Er und sein Diener
- 1931: Ein Auto und kein Geld
- 1932: Der tolle Bomberg
- 1932: Mein Freund, der Millionär
- 1932: Ein steinreicher Mann
- 1932: Paprika
- 1933: Der Störenfried
- 1934: Die vier Musketiere
- 1937: Es wird nichts so heiß gegessen
- 1937: Fanny Elßler
- 1937: Ein kleiner Reinfall
- 1938: Scheidungsreise
- 1938: Wie ein Ei dem andern
- 1938: Musketier Meier III
- 1938: Die fromme Lüge
- 1939: Der falsche Admiral
- 1939: Das Fenster im 2. Stock
- 1939: Die hundert Mark sind weg
- 1940: Karlsbader Reise. Im Volkswagen auf Goethes Spuren von Weimar nach Karlsbad (Kurzfilm)
- 1941: Friedemann Bach
- 1942: Rembrandt
- 1943: Die goldene Spinne
- 1943: Der ewige Klang